# Scalable Vector Graphics
Scalable Vector Graphics (kratica SVG, slovensko umerljiva vektorska grafika) je označevalni jezik za opis dvorazsežne statične in risane vektorske grafike v XML.
Septembra 2001 ga je W3C predlagal za rabo. Razvijal se je kar nekaj časa. Najprej sta družbi Macromedia in Microsoft predstavili jezik VML, Adobe in Sun Microsystems pa konkurenčni format PGML. SVG izvirno podpira spletni brskalnik Amaya. V drugih brskalnikih so potrebni dodatni programi kot sta Adobe SVG Viewer ali Corel SVG Viewer. Posebna različica brskalnika Mozilla z imenom »Croczilla« sedaj podpira dele standarda W3C za SVG, veliko stvari pa še ne, vendar želijo doseči, da bi bil brskalnik sposoben prikazovati SVG brez dodatkov. Spletni brskalnik Konqueror projekta KDE ima zadovoljivo in dovršeno podporo SVG po imenu ksvg, ki jo bo v prihodnosti verjetno prevzel Safari družbe Apple Computer. Javanski programi lahko za prikaz, izdelavo in prirejanje grafike SVG uporabljajo orodni pribor Batik SVG Toolkit.